# Giandomenico Paracciani
Giandomenico Paracciani (né le 4 août 1646 à Rome, alors la capitale des États pontificaux et mort le 9 mai 1721 dans cette même ville) est un cardinal italien du XVIIIe siècle. 
Il est l'oncle du cardinal Urbano Paracciani Rutili (1766) et il est de la famille des cardinaux Niccola Clarelli Parracciani (1844) et Francesco Ricci Paracciani (1880).

## Biographie
Giandomenico Paracciani  est notamment protonotaire apostolique, gouverneur de Bénévent. Il exerce des fonctions pour le tribunal suprême de la Signature apostolique. Il est chanoine du chapitre de la basilique Saint-Pierre et pro-secrétaire de la Congrégation des évêques.
Le pape Clément XI le crée cardinal lors du consistoire du 17 mai 1706. Le cardinal Paracciani est camerlingue du Sacré Collège entre 1713 et 1714 et est évêque de Senigallia de 1714 à 1717. 
Il participe au conclave de 1721, lors duquel Innocent XIII est élu pape, mais ne participe pas au vote final pour des raisons de santé. Il meurt le lendemain.

### Sources
- Fiche du cardinal Giandomenico Paracciani sur le site fiu.edu